# Montana Tech Components
Die Montana Tech Components AG ist ein Schweizer Industrie-Konglomerat mit Sitz in Reinach AG. Die aus mehreren Übernahmen hervorgegangene Unternehmensgruppe umfasst vier Geschäftsbereiche und beschäftigte Ende 2018 7'781 Mitarbeiter. Weltweit hat das Unternehmen 52 Standorte in 21 Ländern.

## Geschäftsbereiche
Die Gruppe ist Stand 2019 in vier unabhängige Geschäftsbereiche mit jeweils eigenem Markenauftritt aufgeteilt.
In der aus der Alu Menziken Gruppe sowie der US-amerikanischen UAC bestehenden Sparte Montana Aerospace Components werden Aluminiumprofile für die Luftfahrt sowie für andere Industriebereiche entwickelt und hergestellt. Nach eigenen Angaben ist das Unternehmen Weltmarktführer bei der Herstellung von Aluminiumprofilen für die Luftfahrtindustrie.
Der Geschäftsbereich Montana Energy Storage ist auf Entwicklung, Produktion und Vertrieb von Batterien, Knopfzellen und Hörgerätebatterien spezialisiert und erschliesst neue Geschäftsbereiche rund um die Elektromobilität und die Energiezwischenspeicherung (Varta Storage). Die Sparte umfasst die Tochtergesellschaft Varta AG.
Die aus der MNI-Gruppe entstandene Division Montana Metal Tech produziert Spezialmaschinen für die Metallurgie und für die Aluminiumradproduktion. Es ist nach eigenen Angaben Weltmarktführer und umfasst das Unternehmen Alpine Metal Tech.
Die Division Montana Industrial Components ist die jüngste der vier. Sie besteht aus dem Kupferdraht-Produzenten ASTA und dem Verpackungshersteller Aluflexpack.
Im Jahr 2018 stieg der Gesamtumsatz des Unternehmens auf 1,22 Milliarden Euro bei einem operativen Gewinn von 83,5 Millionen Euro.

## Geschichte

### Gründungsphase
Montana Tech Components entstand 2007 in St. Gallen. Ziel des aus dem Umfeld der österreichischen Private-Equity-Gesellschaft Global Equity Partners um Michael Tojner gegründeten Unternehmens war es, durch gezielte Akquisitionen einen Industriekonzern zu bilden. Die Schaffung der heute vier Sparten umfassenden Unternehmensgruppe erfolgte hierbei innerhalb weniger Monaten in mehreren zeitlich überlagerten Schritten.
Die Basis bildete die im Oktober 2006 bekannt gegebene und im Februar 2007 vollzogene Übernahme der Varta Microbattery von der Varta AG durch Global Equity Partners. Mit der Übernahme verbunden war die Bekanntgabe der Absicht, langfristig orientierte Beteiligungen im Industriebereich auszubauen und hierzu in den darauf folgenden Monaten eine entsprechende Struktur und ein Konzept vorzustellen.
Die Varta Microbattery GmbH blieb zwar vorerst im Besitz von Global Equity Partners, wurde jedoch ab Mitte 2007 der in Entstehung befindlichen Montana Tech Components Gruppe zugeordnet. In den Besitz von Montana Tech Components ging die Varta Microbattery GmbH Ende 2007 über.
Der Industriekonzern konkretisierte sich Anfang Juli 2007 mit der Übernahme der Mehrheitsbeteiligung an der Alu Menziken Gruppe direkt durch Montana Tech Components und der wenig später erfolgten Sitzverlegung von St. Gallen nach Menziken. Mit der Übernahme verdoppelte sich der Unternehmensumsatz, die Mitarbeiterzahl stieg auf 2'580.
Der neu entstandenen Unternehmensgruppe zugeordnet wurde auch die 2004 aus der Fusion zwischen der dänischen Magnemag A/S und der österreichischen Numtec-Interstahl GmbH hervorgegangene MNI-Gruppe, an der Global Equity Partners seit 2004 beteiligt war. In den Besitz von Montana Tech Components ging die MNI-Gruppe im Oktober 2007 über.
2010 bestand Montana Tech Components aus drei operativen Segmenten: „Aerospace & Industrial Components“ (Herstellung von Aluminium-Bauteilen), „Metal Tech“ (Metallurgie) und „Varta Micro Power“ (Mikrobatterien).
Ein zwischenzeitlich geplanter Börsengang von Montana Tech Components wurde  wieder abgesagt und nicht mehr neu terminiert. Im Juli 2011 übernahm Michael Tojner die operative Leitung des Konzerns von seinem Vorgänger Klaus Sernetz. Im selben Jahr wurde bei der Aktiengesellschaft eine Kapitalerhöhung um 62 Millionen Franken durchgeführt, die bei einigen Minderheitsaktionären auf Ablehnung stiess.

### Übernahmen seit 2010
2011 kaufte Montana Tech Components die Varta AG, um 2012 die Aktivitäten im Batteriesegment unter der Varta Holding AG zusammenzuführen. Die neue Holding vereinigte die Montana-Tochter Varta Microbattery mit zwei Herstellern für Spezialbatterien, Varta Storage und Varta Microbattery Forschungsgesellschaft. Ebenfalls im Jahr 2012 kaufte Montana Tech Components den kroatischen Verpackungshersteller Aluflexpack, der zuvor ein Tochterunternehmen der Kärntner Bank Hypo Alpe Adria gewesen war. Global Equity Partners erwarben für Montana Tech die niederösterreichische Asta-Gruppe, einen Hersteller von Kupferdraht. Infolge der Aluflexpack-Übernahme stieg der Unternehmensumsatz 2012 auf das Rekordergebnis von 440,7 Millionen Euro. 2013 übernahm Montana Tech die österreichische Beteiligungsgesellschaft EK Fin und erwarb damit Unternehmensbeteiligungen im Autoersatzteilhandel und im Maschinenbau.
2013 kaufte Montana Tech mit dem Unternehmen Knorr den „Weltmarktführer für Schienenprüftechnik“ und gliederte das österreichische Unternehmen in die Division Alpine Metal Tech ein. Im selben Jahr übernahm Montana Tech die Mehrheit am schweizerischen Unternehmen Process Point Service, einem Hersteller von Tiernahrungsverpackungen, und integrierte die Neuerwerbung in Aluflexpack. 2014 folgten die Frankfurter Gega-Gruppe, ein Hersteller von Brennschneidemaschinen, sowie das Stahlbau-Unternehmen Koch H&K Industrieanlagen aus Dillingen/Saar, die beide in Alpine Metal Tech eingegliedert wurden. 2016 wurde der Gega-Standort in Wallau geschlossen, was mit der Stahlkrise begründet wurde.
Ende 2014 erweiterte Montana Tech das Spektrum von Alu Menziken durch Übernahme des Unternehmens Euromotive von der Salzburger Aluminium AG, das auf Leichtbauten für die Luftfahrt und Autoindustrie spezialisiert war. Der Unternehmensumsatz stieg 2014 auf 591 Millionen Euro.
2015 hat Montana Tech den französischen Hersteller von Pharmaverpackungen Eliopack gekauft und in Aluflexpack integriert. Im selben Jahr wurde der brasilianische Kupferdraht-Hersteller PPE mit 350 Mitarbeitern in die Tochter Asta eingegliedert.

### Börsengänge
Der eigentlich für November 2016 geplante Börsengang des Tochterunternehmens Varta wurde aufgrund des „ungünstigen Marktumfeldes“ verschoben und schliesslich im Oktober 2017 durchgeführt. Der erzielte Erlös der 13,34 Millionen ausgegebenen Aktien an der Frankfurter Börse betrug 150,5 Millionen Euro, rund 65 Prozent der Aktien blieben bei Montana Tech Components. Im Juni 2019 wurde eine Kapitalerhöhung um 104 Millionen Euro durchgeführt, mit deren Hilfe laut Montana Tech die Produktionskapazitäten für Lithium-Ionen-Batterien erweitert werden sollen. Ebenfalls im Juni hat Montana Tech das einst abgespaltene Geschäft mit Haushaltsbatterien (Varta Consumer) zurückgekauft, um es wieder in die Varta AG zu integrieren.
Anfang Juni 2019 gab Montana Tech Components bekannt, noch im selben Monat mit Aluflexpack an die SIX Swiss Exchange gehen zu wollen. Der Börsengang erfolgte am 28. Juni und erbrachte einen Erlös von 153,3 Millionen Schweizer Franken, wobei Montana Tech eine knappe Aktienmehrheit behielt.